# 星守る犬
『星守る犬』（ほしまもるいぬ）は、村上たかしによる日本の漫画。『漫画アクション』（双葉社）にて連載された。単行本は全2巻（『続・星守る犬』で完結）。映画化され、2011年に公開された。
平成20年度第12回文化庁メディア芸術祭マンガ部門審査委員会推薦作品。他に雑誌『ダ・ヴィンチ』における「ダ・ヴィンチ ブック・オブ・ザ・イヤー（BOOK OF THE YEAR）2009」の「泣ける本ランキング」と「読者が選ぶプラチナ本」の2部門で共に第1位を受賞した他、『このマンガがすごい!2010』（宝島社）オトコ編 第4位、『THE BEST MANGA 2010　このマンガを読め!』（フリースタイル） 第5位に選出されている。2013年には、英訳版である『Stargazing Dog』NBM Publishing、2011年、が米国図書館協会の若者向けサービス部門（YALSA）が選出する「12歳から18歳向けの優秀なグラフィック・ノベル　2013年（2013 Great Graphic Novels for Teens）」のベスト10に選ばれた。
タイトルともなっている『星守る犬』は、「犬がもの欲しそうに星を見続けている姿から、手に入らないものを求める人のことを指す」という意味の言葉であると作中で語られている。

## ストーリー
1巻『星守る犬』は「星守る犬」とその後日談である「日輪草（ひまわりそう）」の二部構成となっている。
2巻『続・星守る犬』は「双子星」と「一等星」と「星守る犬／エピローグ」からなっている。
星守る犬
2008年8月5日号から8月19日号連載。
小学生の女の子「みくちゃん」によって拾われ、「おとうさん」の家の飼い犬となった「ハッピー」の視点で描かれている物語。「みくちゃん」が成長して素行が悪くなった頃、病を患って仕事を失い、妻に離婚を切りだされ、家族と住む家も失った「おとうさん」（仮名：前田義男）が、自分の元に唯一残った愛犬ハッピーと共に旅に出、死ぬまでのさまを描いた作品。
日輪草
2009年1月20日号から2月3日号に連載
とある町にケースワーカーとして勤める「奥津京介」が、業務で取り扱うことになった行旅死亡人として発見された「おとうさん」の遺体の傍らに、共に死んでいた犬がいたことに興味をおぼえ、わずかな手掛かりを元におとうさんの身元と死ぬまでの道行を調べようとする話 。奥津が過去に飼っていた犬の思い出を交えて描かれている。
双子星
2009年8月4日号に掲載
ハッピーの弟犬「チビ」が、今まで人に頼る事を拒んできた独り暮らしのおばあさん「長野さん」に拾われ、チビの心臓の病の手術・回復と共に、おばあさんが世間との関わりを取り戻していく物語。
一等星
2009年10月20日号から11月17日号に連載
「おとうさん」から財布を盗んで逃げた家出少年「川村哲男」の幼少期からおとうさんとの出会い、その後北海道の祖父の家に帰り、祖父とともにお詫びの旅に出る物語。その旅の途中で哲男はパグ犬「ハッピー」や「長野さん」に出会い、「チビ」は哲男に「ハッピー」と間違われる。
星守る犬／エピローグ
単行本・描き下ろし
「長野さん」と「チビ」がおとうさんの娘「みくちゃん」と「おかあさん」（おとうさんの元妻）に出会う話。ふたりは「おとうさん」と「ハッピー」の行方を知らず、この時もチビはみくちゃんに「ハッピー」と間違われる。

## 単行本
1. 『星守る犬』（双葉社、2009年7月7日発行）ISBN 978-4-575-30143-4
2. 『続・星守る犬』（双葉社、2011年3月18日発行）ISBN 978-4-575-30300-1

## 小説
小説 星守る犬
原田マハ著、双葉社、2011年6月1日発行、ISBN 978-4-575-23728-3
原田マハ著、双葉社（双葉文庫）、2014年6月10日発行、ISBN 978-4-575-51681-4

## 映画
2011年6月11日より東宝系で公開された、瀧本智行監督によるドラマ映画。西田敏行主演、ほかに玉山鉄二、川島海荷らが出演。「おとうさん」の旅は原作と違い、東北へと北上する。北海道名寄市や東北地方で撮影が行われた。
キャッチコピーは、「望みつづけるその先に、きっと希望があると思う。」。
全国317スクリーンで公開され、2011年6月11、12日の初日2日間で興収1億4,408万2,600円、動員11万9,297人になり映画観客動員ランキング（興行通信社調べ）で初登場第6位となった。また、ぴあ初日満足度ランキングでも第2位になるなど好評価されている。

### キャスト
- おとうさん - 西田敏行
- 奥津京介 - 玉山鉄二
- 川村有希 - 川島海荷
- 旅館の女将 - 余貴美子
- 「リサイクルショップ河童」店長・富田 - 温水洋一
- 富田の女房 - 濱田マリ
- 西谷課長 - 塩見三省
- 市役所職員 - 山崎樹範
- コンビニショップ店長・永崎 - 中村獅童
- おかあさん - 岸本加世子
- 奥津京介の祖父 - 藤竜也
- 海辺のレストラン・オーナー - 三浦友和

### スタッフ
- 原作 - 村上たかし『星守る犬』（双葉社刊）
- 脚本 - 橋本裕志
- 音楽 - 稲本響
- 監督 - 瀧本智行
- 製作 - 市川南、服部洋、雨宮俊武、諸角裕、喜多埜裕明、北川直樹、石田耕二
- エグゼクティブプロデューサー - 塚田泰浩
- プロデューサー - 窪田義弘
- 企画 - 神戸明
- ラインプロデューサー - 竹山昌利
- 撮影 - 浜田毅
- 美術 - 若松孝市
- 照明 - 高屋齋
- 録音 - 藤丸和徳
- 整音 - 瀬川徹夫
- 編集 - 高橋信之
- チーフデザイナー - 小林久之
- 装飾 - 平井浩一
- スクリプター - 長坂由起子
- 助監督 - 山本亮
- 制作担当 - 村瀬正憲
- VFXスーパーバイザー - 小坂一順
- ドッグトレーナー - 宮忠臣
- 制作プロダクション - 東宝映像制作部
- 配給 - 東宝
- 製作 - 「星守る犬」製作委員会（東宝、電通、KDDI、双葉社、Yahoo! JAPAN、ソニー・ミュージックエンタテインメント、日本出版販売）

### 主題歌・挿入歌
- 主題歌「夢のむこうで」平井堅
- 挿入歌「三百六十五歩のマーチ」水前寺清子

### DVD
- 品番 - TDV21409D
- 発売元 - 電通
- 販売元 - 東宝
- 発売日 - 2011年12月16日
  - 初回限定封入特典：原作者・村上たかし描き下ろしの「2012年カレンダー」
  - 本編128分＋映像特典58分